# Olivia Lee

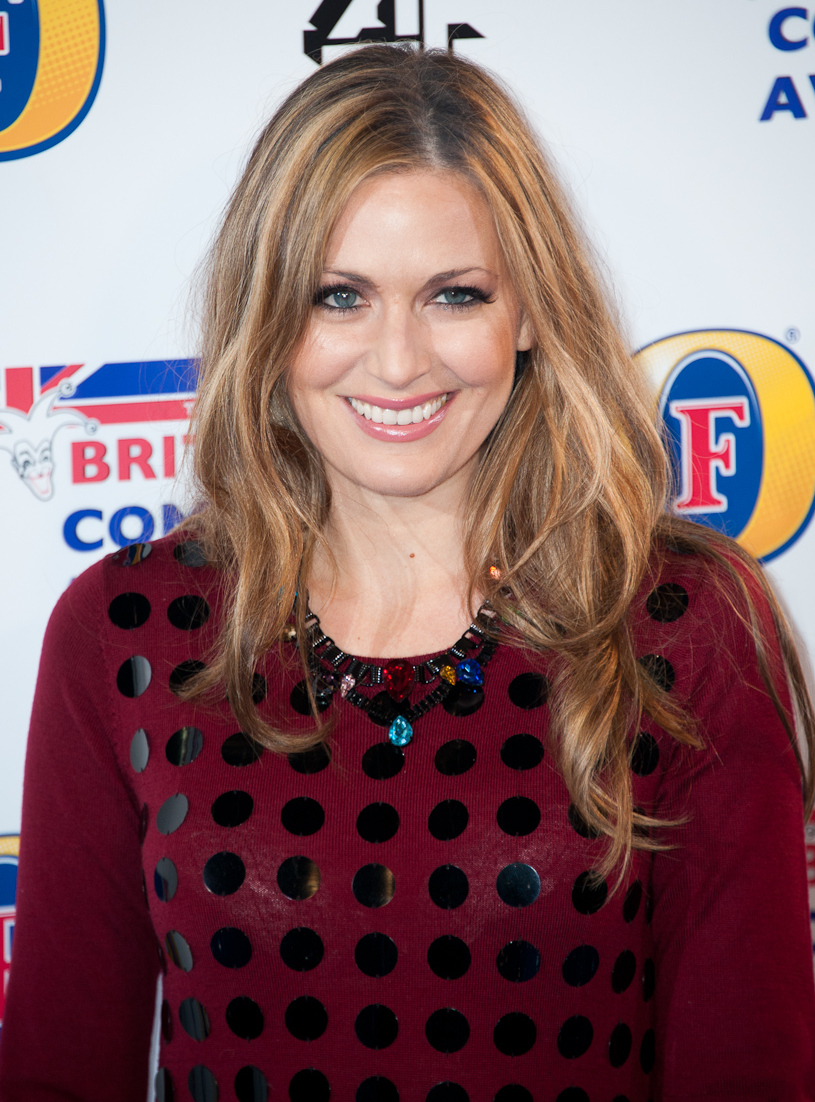
Olivia Lee (2013)

Olivia Lee (* 1981) ist eine britische Komödiantin, Schauspielerin und Fernsehmoderatorin welche in Deutschland vor allem für ihre Serie Olivia Lee: Dirty Sexy Funny bekannt ist, die auf Comedy Central ausgestrahlt wird.
Lee wuchs in einer jüdischen Familie auf und studierte Schauspiel an der Central School of Speech and Drama.
Im Jahre 2006 wurde sie für ein Fotoshooting der FHM abgelichtet und ist schon in Jay Lenos Late Night Show aufgetreten. 